# Hanayagi Shōtarō

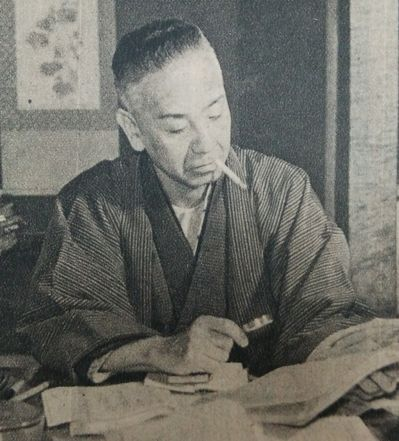
Hanayagi, 1947

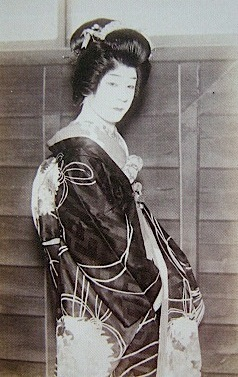
Als O-Chiyo

Hanayagi Shōtarō (japanisch 花柳 章太郎 eigentlich Aoyama Shōtarō; geboren 24. Mai 1894 in Tokio; gestorben 6. Januar 1965 ebenda) war ein japanischer Kabuki- und Filmschauspieler.

## Leben und Wirken
Hanayagi Shōtarō nahm bei Kitamura Kokurō (喜多村 緑郎; 1871–1961) Schauspielunterricht. Sein Fach war die Frauendarstellung (女方, Onna-gata) im Kabuki. In der Hoffnung, die „Neue Richtung“ (新派, Shimpa) des Theaters wieder zu beleben, beteiligte er sich 1921 an der Gründung des „Neuen Theaters“ (新劇座) und 1927 an der Theatergruppe „Shōchiku Gegidan“ (松竹劇団). 1939 hatte er seinen großen Auftritt in „Zangiku monogatari“ (残菊物語) – etwa „Die Geschichte von der letzten Chrysantheme“. Damit begann seine Karriere als Filmdarsteller.
Hanayagi wurde vielfach ausgezeichnet:
- 1955 Preis der Akademie der Künste für Shimpa, Onnagata,
- 1960 als Lebender Nationalschatz,
- 1961 Kikuchi-Kan-Preis für seine Darstellung in den Stücken Kyōmai (京舞), Yume no Onna (夢の女) u. a. und für seine langjährige schauspielerische Tätigkeit,
- 1962 Asahi-Preis für seine langjährigen Leistungen in der Theaterwelt,
- 1964 als Person mit besonderen kulturellen Verdiensten

Hanayagi verfasste 15 Bücher, darunter „Kimono“ im Jahr 1941 und „Gidō henryaku“ (技道遍路) – etwa „Kurze Einführung in die Darstellungskunst“ 1943.